# Kulicke & Soffa Industries
Kulicke & Soffa Industries — американська компанія-виробник устаткування для мікрозварювання дротяних виводів. Технології компанії вважаються стандартом де-факто в галузі кулькового мікрозварювання (Ball bonding) і нанесення контактних виступів на кристал. Серед клієнтів K & S є такі компанії: AMD, Amkor Technology, Infineon Technologies, Intel, Motorola, NEC, Philips Electronics, Samsung, Texas Instruments, SK Hynix Semiconductor, Siliconware Precision Industries та інші. Компанія базується в Форт-Вашингтоні (Пенсильванія).

## Історія
Ключові дати:
1951: Фред Кулик і Аль Соффа заснували компанію зі збірки компонентів.
1956: Велике замовлення від Western Electronic (промисловий підрозділ Bell Labs) на обладнання для виробництва чипів. Було завдання поєднати мікроскопічним дротом контактні майданчинки кристала транзистора з корпусними виводами. Результат — перша в світі установка для мікрозварювання дротяних виводів.
1972: Перший автомат мікрозварювання дротяних виводів, модель 1412, прабатько платформ Maxμm.
1981: В Токіо заснована компанія Kulicke and Soffa (Japan) Ltd.
1996: Спільно з Delco Electronics заснована стартап-компанія Flip Chip Technologies (FlipChip International).
Зараз K & S є основним конкурентом на ринку автоматичного обладнання: мікрозварювання дротяних виводів, капілярів, золотих, мідних та алюмінієвих дротів.
K & S пропонує як ручні установки (4500), так і автомати (Maxμm).